# Jorge Bianco
Jorge Eduardo Bianco (nacido en Villa Constitución, provincia de Santa Fe, el 28 de abril de 1956) es un futbolista argentino (ya retirado) y entrenador de fútbol. Su primer equipo fue River Plate. Luego de mostrar un buen rendimiento en el club de Nuñez fue convocado a la selección juvenil Argentina. Además ha jugado de forma profesional en los siguientes clubes ; All Boys, Universidad Católica (Chile) , Deporte Arica (Chile), Talleres de Córdoba, Rosario Central, Cúcuta (Colombia),Central Norte de Salta, Gimnasia de Jujuy, Ferro de Pico, Alianza (El Salvador) , Comunicaciones (Guatemala) y el club Municipal de Perú donde puso fin a su etapa como jugador profesional para iniciar una nueva etapa en el mundo del fútbol. Una vez finalizada su carrera como jugador profesional y ya recibido de director técnico, Jorge Bianco iba a dar comienzo a la Academia Ernesto Duchini. La misma iba a ser exportadora de grandes talentos a nivel nacional e internacional como Juan Pablo Carrizo (exarquero de River, Lazio, entre otros),``chino´´ Garce (integró la lista de 23 jugadores del mundial 2010), San Roman, Lisandro Lopez (defensor), Nicolas Domingo (campeón con independiente de la copa sudamericana) , entre otros tantos. 
Durante los años 2015 y 2016 trabajo en el área de captación de jugadores del club atlético Newell's Old Boys.
Desde el año 2017 es director del proyecto de reclutamiento y perfeccionamiento del fútbol juvenil del club San Jorge. Teniendo en cuenta el corto tiempo que lleva trabajando en este nuevo proyecto ya se lograron cosas importantes como haber sacado a varios juveniles al fútbol del exterior. Dentro de los juveniles que se encuentran en la pensión del club hay jugadores con nacionalidad colombiana , australiana y ecuatoriana. 

## Carrera

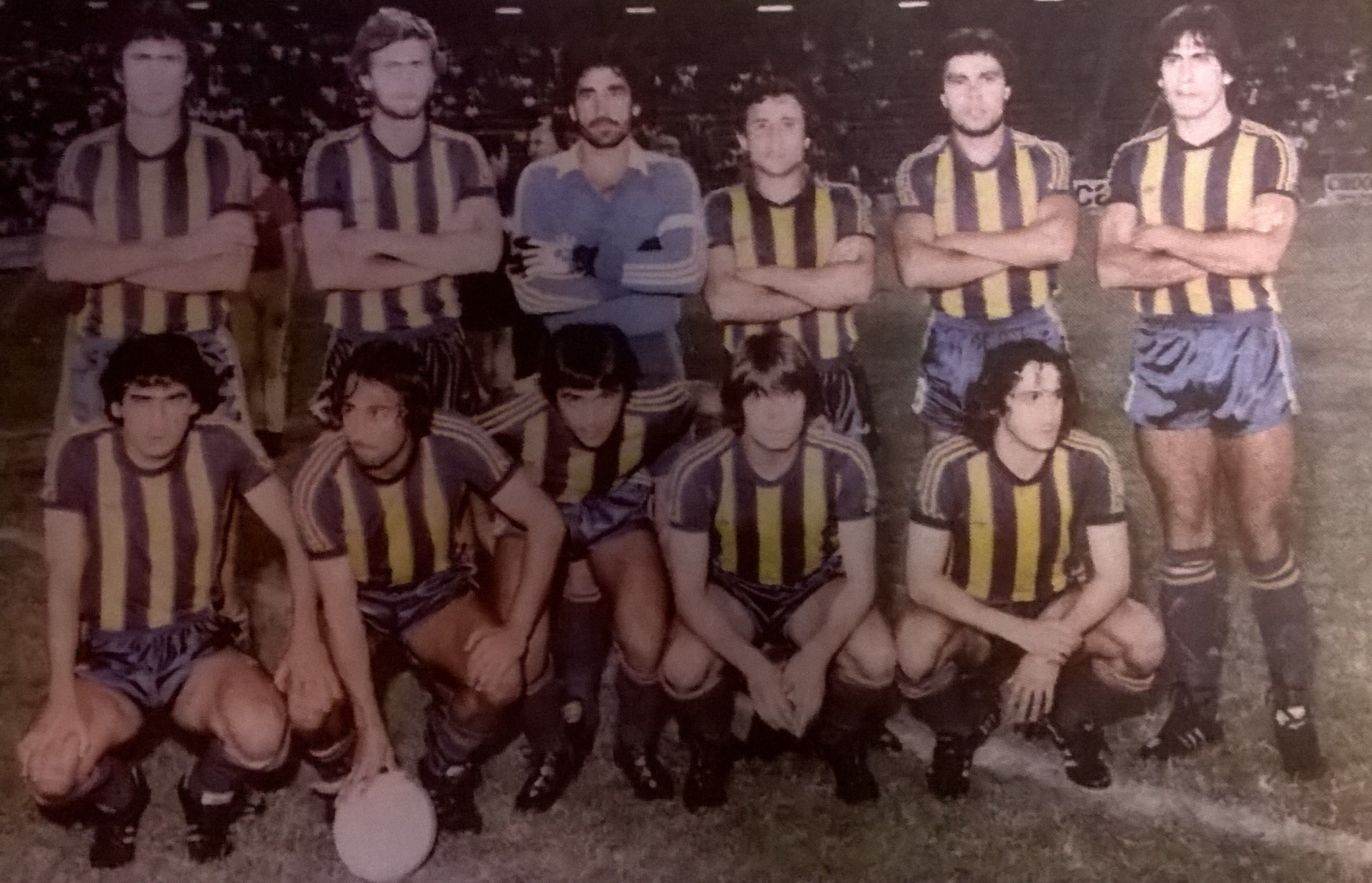
Rosario Central en 1981. Parados: Edgardo Bauza, Daniel Kuchen, Daniel Carnevali, Juan Carlos Ghielmetti, Sergio Céliz, Alfredo Killer; hincados: Héctor Chazarreta, Eduardo Delgado, Omar Palma, Jorge Bianco, Gerardo González.

Luego de su debut en la primera del Millonario, Bianco fue cedido a All Boys, retornando en 1977. Así formó parte del plantel campeón del Metro 1977. Tras integrar el plantel que realizó una gira por Chile, fue contratado por Universidad Católica. En dicho club jugó durante 1979. Las dos temporadas siguientes vistió la casaca del Club Deportivo Arica (actualmente San Marcos). En su retorno a Argentina jugó en diversos clubes, como Talleres de Córdoba, Rosario Central (23 partidos y 3 goles), Central Norte de Salta y Ferro Carril Oeste de General Pico, alternado un paso por el fútbol colombiano (Cúcuta Deportivo). Luego de pasar por Alianza de El Salvador y su paso por Comunicaciones de Guatemala cerró su carrera en Municipal de Perú.

## Clubes
| Club                 | País        | Año       |
| -------------------- | ----------- | --------- |
| River Plate          | Argentina   | 1976      |
| All Boys             | Argentina   | 1976      |
| River Plate          | Argentina   | 1977      |
| Universidad Católica | Chile       | 1978      |
| San Marcos de Arica  | Chile       | 1979-1980 |
| Talleres (Córdoba)   | Argentina   | 1981-1982 |
| Rosario Central      | Argentina   | 1982      |
| San Marcos de Arica  | Chile       | 1983      |
| Cúcuta Deportivo     | Colombia    | 1984      |
| Central Norte        | Argentina   | 1985      |
| Ferro de Pico        | Argentina   | 1986-1987 |
| Alianza              | El Salvador | 1988-1989 |
| Meteor SC            | Perú        | 1990      |

## Palmarés
| Título           | Equipo      | País      | Año    |
| ---------------- | ----------- | --------- | ------ |
| Primera División | River Plate | Argentina | M-1977 |